# Bert Smaak
Albertus Martin „Bert“ Smaak (* 12. Februar 1960 in Den Haag) ist ein niederländischer Schlagzeuger.

## Biografie
Smaak spielt seit seinem zehnten Lebensjahr Schlagzeug. Er zog 1983 nach Köln, wo er als gefragter Studio- und Live-Musiker neben zahlreichen Tonträgerproduktionen und Fernsehauftritten mit namhaften nationalen und internationalen Künstlern und Bands regelmäßig Konzerte und Tourneen spielte. Hierzu gehören unter anderem die Gebrüder Engel, Anne Haigis, Ina Deter, Miguel Ríos, Udo Schild, Pe Werner, Nashville Music Company, Phil Carmen, Lothar Krell, Edo Zanki, Charlie Mariano, Purple Schulz, Jon Lord oder Mike Herting.
Mit der Grammy nominierten Band Acoustic Alchemy aus Großbritannien tourte er mehrere Jahre durch die USA und nahm mit ihnen mehrere CDs auf. Ihre 2005 erschienene Produktion „American English“ war längere Zeit in den US-amerikanischen Top Ten.
2002 wird er festes Mitglied der reformierten niederländischen Rockband Focus und spielt mit ihnen die CD „Focus 8“ ein. Sie touren durch Europa, Nord- und Südamerika, sowie Kanada und Japan.
Im August 2004 steigt er bei Ex-Deep Purple-Organist Jon Lord und dessen Gemini Orchestra ein, mit denen er auf der – live in Köln aufgenommen – DVD „Beyond the Notes“ spielte, gefolgt von weiteren Konzerten in Deutschland und Europa.
Smaak ist auf der Bühne in mehreren Theaterstücken zu sehen, zudem bei der Roncalli Show oder Fernsehshows wie DSDS`s Big Band Staffel und spielt auf verschiedensten Produktionen vieler weiterer Künstler.

## Diskografie

### Aufnahmen als Sideman (Auszug)
- 1983: (Gebr.Engel) Die Wahrheit
- 1986: (Playing games) Playing games
- 1987: (Acoustic Alchemy) Red dust and spanisch lace
- 1987: (Phil Carmen) City Walls
- 1988: (Acoustic Alchemy) Natural Elements
- 1989: (Acoustic Alchemy) Blue chip
- 1990: (Edo Zanki) Und wir kriegen uns doch
- 1990: (Acoustic Alchemy) Reference point
- 1991: (Billy Myer) Only a vision
- 1991: (Acoustic Alchemy) Back on the case
- 1993: (Mac Dowell & Krell) Echnaton`s return
- 1994: (Acoustic Alchemy) Against the grain
- 1995: (Joe Smoke) Blue
- 1997: (Udo Schild) Morning
- 1999: (Purple Schulz) Mit dem Rucken an der Wand
- 2004: (Focus) Focus 8
- 2004: (Jon Lord & Gemini Orchestra) Beyond the Notes (live)
- 2005: (Sabine van Baaren) Whatever comes
- 2005: (Acoustic Alchemy) American english
- 2005: (Rainald Grebe & Die Kapelle Der Versöhnung) ICE
- 2007: (Acoustic Alchemy) This way
- 2008: (Sascha Bendiks) Die halbe Wahrheit
- 2009: (A WA KE, van Baaren & Joggerst) Remember who you are
- 2010: (Rolf Zacher) Latest Hits
- 2011: (Mike Herting) Brotherhood
- 2011: (Hans Süper)
- 2012: (Purple Schulz) So und nicht anders

### Video (VHS/DVD)
- 2004: Beyond the notes (Jon Lord and the gemini Orchestra), Live Concert Köln DVD